# Кондауров, Николай Сергеевич
Кондауров Николай Сергеевич родился 3.12.1927 г. в с. Назарьево Сараевского района Рязанской области., капитан 1 ранга (1974), доктор технических наук (1973), профессор (1977), лауреат государственной премии (1976), Заслуженный деятель науки и техники РСФСР (1982), академик-секретарь Академии космонавтики им. К.Э.Циолковского.
В вооруженных силах с сентября 1946. Окончил Высшее военно-морское училище им. Фрунзе в 1949 г., Военно-Морскую Академию кораблестроения и вооружения им. Крылова в 1960.
С ноября 1949 гидрограф, с марта 1950 старший гидрограф, с октября 1952 старший офицер отделения навигационного оборудования части управления Петропавловского на Камчатке района. С октября 1954 командир манипуляторного отряда, с мая 1957 заместитель командира по технической части отдельной маневренной дивизии Черноморского флота. С июня 1960 преподаватель кафедры навигационного оборудования Высшего военно-морского училища им. Фрунзе.
С июля 1961 — в Ракетных войсках- старший научный сотрудник, а с августа 1962 начальник лаборатории НИИ-4 МО. С ноября 1972 в 50 ЦНИИ Космических средств МО — начальник лаборатории, а с июня 1974- начальник отдела.
Крупный специалист в области космических систем наблюдения и обработки видовой информации. Является автором более 200 научных работ, подготовил 30 кандидатов технических наук. Является основателем научной школы по проблемам анализа и синтеза информационных систем.
Предложения Н. С. Кондаурова по разработке космических аппаратов легли в основу создания семейства спутников Зенит и Янтарь, ставших самым многочисленным типом спутников подобного класса в истории полётов. Он разработал серию экспериментов, которые были реализованы на долговременных орбитальных станциях и автоматических спутниках наблюдения.
Награждён Орденом Красной Звезды (1988)